# Hur Jae

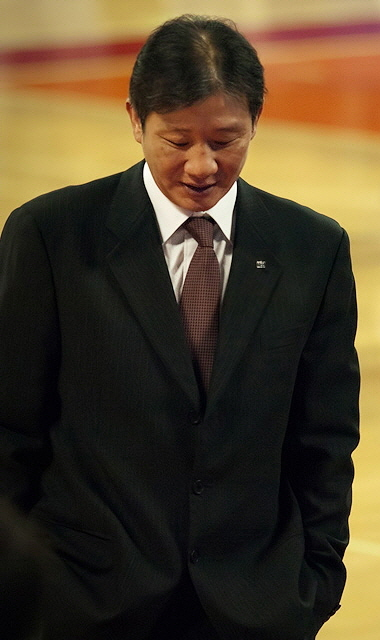
Hur Jae (2010)

Hur Jae (* 28. September 1965 in Seoul) ist ein ehemaliger südkoreanischer Basketballspieler und seit seinem Karriereende Trainer. Er war von den späten 1980er Jahren bis in die Mitte der 2000er Jahre aktiv. Bei den Olympischen Sommerspielen 1988 in Seoul sprach Hur den olympischen Eid.
1988 wurde Hur Jae Mitglied des Amateur-Basketballteams des Autoherstellers Kia Motors. Im selben Jahr nahm er an den in Seoul stattfindenden Olympischen Spielen teil. Während der Eröffnungsfeier sprach er zusammen mit der Handballspielerin Son Mi-na den olympischen Eid der Athleten. Mit der Nationalmannschaft erreichte er im olympischen Turnier den neunten Platz unter den zwölf Mannschaften. Er wurde mit der Mannschaft Kia Motors zwischen 1988 und 1996 sieben Mal nationaler Meister. Bei der Weltmeisterschaft 1990 erzielte Hur Jae im Spiel gegen Ägypten 62 Punkte, was bis heute Rekordpunktzahl eines einzelnen Spielers in einem WM-Spiel ist. Es handelte sich dabei allerdings um das Platzierungsspiel um den vorletzten Platz, bei dem beide Mannschaften aufgrund des geringen Werts des Spielausgangs kaum mehr Einsatz in der Verteidigung zeigten. Hur Jae war Teilnehmer bei den Olympischen Sommerspielen 1996 in Atlanta. Dort erreichte er mit seiner Mannschaft Platz fünf. Seine Karriere beendete Hur Jae bei der Mannschaft Wonju TG Xers im Jahr 2004. Seit Juni 2005 trainiert er die Jeonju KCC Egis. Seit 2009 ist er auch Nationaltrainer Südkoreas, erreichte bei der Asienmeisterschaft 2009 jedoch nur einen enttäuschenden 7. Platz.